# Primapus
Primapus — вимерлий рід серпокрильцеподібних птахів з раннього еоцену, що мешкав на території сучасного Сполученого Королівства. Його скам'янілості були знайдені у пластах формації Лондон Клей, вік якої близько 50 мільйонів років.

## Опис
Цей птах сягав 17 см завдовжки. Він був вправним літуном, судячи по короткій і міцній плечовій кістці. Комахоїдний птах, як і сучасні серпокрильці.

## Ресурси Інтернету
- Primapus [Архівовано 17 лютого 2012 у Wayback Machine.] in the Paleobiology Database

| Цератопс | Це незавершена стаття з палеонтології. Ви можете допомогти проєкту, виправивши або дописавши її. |

| Птах | Це незавершена стаття з орнітології. Ви можете допомогти проєкту, виправивши або дописавши її. |